# Staurocladia ulvae
Staurocladia ulvae is een hydroïdpoliep uit de familie Cladonematidae. De poliep komt uit het geslacht Staurocladia. Staurocladia ulvae werd in 1978 voor het eerst wetenschappelijk beschreven door Bouillon. 